# Detektiv Conan – Das schwarze U-Boot
Detektiv Conan – Das schwarze U-Boot (japanisch 名探偵コナン 黒鉄の魚影 Meitantei Konan: Kurogane no Sabumarin) ist der 26. Film des Animes Detektiv Conan aus dem Jahr 2023. In Deutschland lief der Film am 31. Oktober 2023 in den Kinos an.

## Handlung
Die Europol-Agentin Nina Balmer wird abends in Frankfurt am Main von Kir verfolgt. Sie flüchtet auf den Eisernen Steg, wo Kir ihr die Anweisung gibt, in den Main zu springen und einen Warnschuss abgibt. Da Kir entgegen ihres Auftrags die Frau am Leben ließ, gibt Gin einen Schuss ab, welcher Kirs Schulter durchdringt und anschließend in Ninas Schläfe eindringt.
Die Detective Boys nehmen an einem Gewinnspiel in einem Einkaufszentrum teil mit Ausnahme von Ai, welche einen Coupon für eine limitierte Brosche erhält. Dabei ergattert sie den letzten Coupon und sieht, wie eine ältere Frau enttäuscht darüber ist, dass sie keinen Coupon mehr bekommen kann. Ai beschließt deshalb, ihren Coupon der Frau zu überlassen und wird daraufhin von Sonoko, welche die Geste beobachtet hat, zu einer Whale-Watching-Tour auf Hachijō-jima eingeladen. Vor ihrer Abreise präsentiert Professor Agasa den Kindern seine neuste Erfindung: einen Tauchscooter, mit dem man 30 Meter tief tauchen kann und der neben einem Headset auch mit einem Funkgerät ausgestattet ist.
Zusammen mit den anderen Detective Boys fahren Ai, Ran und Sonoko mit einer Fähre auf die Insel, auf der demnächst eine Interpolanlage eröffnet wird. Als Conan Kommissar Shiratori entdeckt, ahnt er, dass irgendetwas vorgefallen sein muss. Auf seinem Hotelzimmer angekommen, erhält er einen Anruf von Okiya, welcher ihm von den Ereignissen in Frankfurt berichtet. Conan erfährt, dass Pinga, das neuste Mitglied der Schwarzen Organisation, in die Europolzentrale in Frankfurt eingedrungen ist.
Als die Gruppe nach ihrer Ankunft eine Bootstour unternehmen will, entfernt sich Conan von der Gruppe, um auf ein aus dem Hafen fahrendes Polizeiboot zu springen, auf welchem auch Shiratori Passagier ist. Bei Ankunft des Polizeibootes in der neuen Interpolanlage Pacific Bouy wird Conan von Kuroda bemerkt. Da Kuroda jedoch die Besichtigung der Anlage nicht verschieben möchte, darf Conan auch an dieser teilnehmen. Sie werden vom Interpoldirektor Yosuke Makino und der Chefingenieurin Naomi durch die Anlage geführt, welche sich nahezu vollständig unter Wasser befindet. Dabei lernen sie auch die anderen Mitarbeiter Grace, Leonhard und Ed kennen. Begeistert stellt Naomi das von ihr entwickelte Programm vor, welches auf jede Überwachungskamera weltweit zugreifen kann und einen altersunabhängigen Gesichtsvergleich durchführt.
Als Naomi nach der Präsentation kurz zur Toilette verschwindet, wird sie dort von Bourbon und Vermouth, welche unbemerkt in die Anlage eingedrungen sind, betäubt und entführt. Conan bemerkt die beiden und ahnt, wer hinter der Entführung steckt. Im Team verbreitet sich die Vermutung, dass unter ihnen ein Maulwurf ist.
Vermouth und Bourbon bringen Naomi in ein U-Boot der Schwarzen Organisation, wobei sie an ihrem Hals eine merkwürdig aussehende Kette feststellen. Diese entpuppt sich als USB-Stick, auf dem Bilder von Sherry bzw. Ai gespeichert sind, welche aus dem Gesichtserkennungsprogramm stammen und beweisen, dass es sich auf allen Bildern um dieselbe Person handelt. Gin wird per Telefon darüber informiert und Wodka erhält den Auftrag, Ai zu kidnappen.
Am Abend teilt Conan Professor Agasa von seiner Vermutung bezüglich Naomis Entführung mit, wobei Ai das Gespräch belauscht. Conan gibt ihr seine Brille, damit sie ihre Identität verschleiern kann. 
Mitten in der Nacht wird Ai von Wodka und Pinga entführt. Obwohl sowohl Conan als auch Ran sich mit den Gangstern anlegen, gelingt es ihnen nicht, Ai aus den Fängen der Organisation zu befreien. Zusammen mit dem Professor verfolgt Conan in dessen VW-Käfer die Verbrecher, bis das Auto der Verbrecher von einer Klippe ins Meer stürzt. Conan fährt mit seinem Skateboard die Klippe hinunter und kann Ais Standort über den Peilsender in seiner Brille orten: Ai befindet sich an Bord eines schwarzen U-Boots.
Ai erwacht in einer Kabine des U-Boots, in der sich auch Naomi befindet. Naomi erkennt die Ähnlichkeit zwischen Ai und einem Mädchen namens Shiho, welches sich in ihrer Kindheit gegen das Mobbing der Mitschüler für Naomi einsetzte. Kir und Wodka betreten die Kabine, wobei Ai eine Abhörwanze in Kirs Kapuze werfen kann. Währenddessen wird den Detektive Boys Ais Entführung verschwiegen. Conan sieht sich derweil die Videoaufnahmen an, muss allerdings feststellen, dass diese manipuliert wurden.
Leonard betritt sein Zimmer in der Anlage und bemerkt einen ungebetenen Gast, wobei es sich um einen Kollegen von ihm handelt. Dieser betäubt Leonard. Kurz darauf wird Leonard von einer Kamera aufgezeichnet, wie er eine Kapsel schluckt und daraufhin zusammenbricht. Als die Polizei eintrifft, kann sie nur noch seinen Tod feststellen. Sein Tod wird als Suizid eingestuft, Conan zweifelt jedoch daran, da sich Leonard in der Öffentlichkeit das Leben nahm, anstatt sich auf sein Zimmer zurückzuziehen.
In der Zwischenzeit wird Naomi von Wodka aufgefordert, mit der Schwarzen Organisation zu kooperieren und ausschließlich ihnen das Gesichtserkennungstool zur Verfügung zu stellen. Naomi weigert sich jedoch, woraufhin Wodka Korn per Funk darum bittet, ihren Vater zu ermorden, der sich derweil in Frankfurt befindet. Naomi muss den Tod ihres Vaters über eine Überwachungskamera mit ansehen und Wodka droht, auch ihre Mutter zu töten. Daraufhin wird sie zurück in die Zelle geschickt und beginnt zu weinen. Ai wird an ihre tote Schwester erinnert und weint ebenfalls, während Kir vor der Kabine steht und alles mit anhört. 
Conan kontaktiert Ai mittels des Microemitters und teilt ihr mit, dass sie und Naomi eine Möglichkeit haben, das U-Boot zu verlassen, indem sie über die Torpedoluken nach draußen gelangen. Kir belauscht das Gespräch und unterstützt die Flucht der beiden. Ai und Naomi gelingt es, das U-Boot zu verlassen und rechtzeitig aufzutauchen, wobei sie schon von Ran und dem Professor erwartet werden. Gin plant, Naomi und Ai zu töten, Kir kann ihm diesen Plan jedoch ausreden. Auf verschiedenen Überwachungsaufnahmen ist die erwachsene Ai zu sehen, wobei es sich jedoch um Vermouth handelt, welche Gin weismachen möchte, dass das Programm fehlerhaft ist und Ai derzeit kein kindliches Aussehen besitzt.
Conan kann durch weitere Informationen von Ai die Identität Pingas lüften und nutzt den schlafenden Kogoro dazu, um den Fall aufzuklären. Durch eine Geste kann Grace enttarnt werden, welche in Wahrheit Pinga ist. Pinga ergreift die Flucht und kann Pacific Buoy verlassen, welche evakuiert wird. Conan folgt Pinga zum U-Boot und kann es sichtbar machen, damit Akai auf dieses zielen kann. Conan verliert dabei jedoch seine Tauchausrüstung und droht zu ertrinken. Ai kann ihn rechtzeitig erreichen und beatmet ihn wieder. 
Ai und Conan erreichen sicher das Ufer.
Als Pinga das U-Boot erreicht, stellt er fest, dass alle Mitglieder bereits geflohen sind und die Selbstzerstörung aktiviert ist. Er stirbt daraufhin bei der Explosion des U-Boots. Nach der Explosion bemerkt Conan, dass Ai bewusstlos ist. Er will sie beatmen, allerdings kommt Ran hinzu und übernimmt diese Aufgabe, wodurch Ai Conans Kuss an Ran weitergibt.

## Synchronisation
Die deutsche Synchronisation entstand nach einem Synchronbuch und unter der Dialogregie von Karin Lehmann im Auftrag der Oxygen Sound Studios.
| Figur                          | Japanischer Sprecher (Seiyū) | Deutscher Sprecher    |
| ------------------------------ | ---------------------------- | --------------------- |
| Conan Edogawa                  | Minami Takayama              | Tobias Müller         |
| Shin’ichi Kudō                 | Kappei Yamaguchi             | Tobias Müller         |
| Ran Mōri                       | Wakana Yamazaki              | Giuliana Jakobeit     |
| Kogorō Mōri                    | Rikiya Koyama                | Jörg Hengstler        |
| Ai Haibara                     | Megumi Hayashibara           | Andrea Kathrin Loewig |
| Ayumi Yoshida                  | Yukiko Iwai                  | Julia Meynen          |
| Mitsuhiko Tsuburaya            | Ikue Ōtani                   | Fabian Hollwitz       |
| Genta Kojima                   | Wataru Takagi                | Michael Iwannek       |
| Professor Hiroshi Agasa        | Ken’ichi Ogata               | Frank Ciazynski       |
| Sonoko Suzuki                  | Naoko Matsui                 | Jill Böttcher         |
| Kommissar Jūzō Megure          | Chafurin                     | Klaus-Dieter Klebsch  |
| Miwako Sato                    | Atsuko Yuya                  | Gundi Eberhard        |
| Inspektor Ninzaburō Shiratori  | Kazuhiko Inoue               | Alexander Doering     |
| Bourbon/Tooru Amuro/Rei Furuya | Tooru Furuya                 | Konrad Bösherz        |
| Vermouth                       | Mami Koyama                  | Melanie Hinze         |
| Gin                            | Yukitoshi Hori               | Jan-David Rönfeldt    |
| Wodka                          | Fumihiko Tachiki             | Stefan Gossler        |
| Pinga                          | Ayumu Murase                 | Christian Zeiger      |
| Rum                            | Shigeru Chiba                | Marko Bräutigam       |
| Korn                           | Hiroyuki Kinoshita           | Otto Strecker         |
| Jodie Starling                 | Miyuki Ichijou               | Victoria Sturm        |
| Nina Balmer                    | Nami Miyahara                | Johanna von Gutzeit   |
| Naomi Argento                  | Atsumi Tanezaki              | Marie Hinze           |
| Subaru Okiya                   | Ryoutarou Okiayu             | Sven Gerhardt         |
| Leonard                        | Jun'ichi Suwabe              | Yannik Raiss          |
| Ed                             | Hiroshi Kamiya               | Sebastian Borucki     |
| James Black                    | Takaya Hashi                 | Dieter Memel          |
| Hans                           | Hiroshi Tsuchida             | Björn Bonn            |
| Akemi Miyano                   | Sakiko Tamagawa              | Schaukje Könning      |
| Andre Camel                    | Kenji Nomura                 | Marco Kröger          |
| Chianti                        | Kikuko Inoue                 | Mareile Moeller       |
| Hidemi Hondou                  | Kotono Mitsuishi             | Sarah Riedel          |
| Hyoue Kuroda                   | Yukimasa Kishino             | Axel Lutter           |
| Shuuichi Akai                  | Shuuichi Ikeda               | Bernd Egger           |
| Ushio                          | Ikuya Sawaki                 | Gabriel Merz          |
| Yosuke Makino                  | Ikki Sawamura                | Nils Nelleßen         |
| Yuuya Kazami                   | Nobuo Tobita                 | Peter Flechtner       |

## Rezeption

### Kritiken
Der Film erhielt überwiegend positive Kritiken und erzielte bei IMDb eine durchschnittliche Bewertung von 7,1 der möglichen 10 Punkte.

### Auszeichnungen und Nominierungen
- Nominierung bei den Awards of the Japanese Academy 2024 in der Kategorie Best Animation Film
- Nominierung bei den Crunchyroll Anime Awards 2025 für Jörg Hengstler in der Kategorie Best Anime Voice Artist Peformance (German)